# Skibstrup Station
Skibstrup Station er en dansk jernbanestation beliggende mellem bebyggelserne Skibstrup og Ellekilde nær Ålsgårde i Nordsjælland. Stationen ligger på  Hornbækbanen mellem Helsingør og Gilleleje og betjenes af tog fra Lokaltog.